# Pseudonautia nigricans
Pseudonautia nigricans är en insektsart som beskrevs av Marius Descamps 1981. Pseudonautia nigricans ingår i släktet Pseudonautia och familjen Romaleidae. Inga underarter finns listade i Catalogue of Life.